# Antoine Jérôme Balard
Antoine Jérôme Balard (Montpellier, 30 settembre 1802 – Parigi, 30 marzo 1876) è stato un chimico francese.

## Biografia
Fu farmacista, quindi chimico, conferenziere alla École normale supérieure, professore alla Facoltà di scienze di Parigi dal 1841 al 1867, succedendo a Louis Jacques Thénard e sostituito poi da Henri Sainte-Claire Deville, direttore della École pratique des hautes études, professore al Collège de France nel 1851, membro dell'Académie des sciences nel 1844.
Fu anche presidente della Société française de photographie dal 1858 al 1868.
Il 7 febbraio 1836 divenne socio dell'Accademia delle scienze di Torino.
A lui si deve la scoperta del bromo, un metalloide che non si era ancora riusciti ad isolare, e che viene utilizzato in numerose applicazioni nella scienza e nell'industria.
Mise anche a punto un processo per l'estrazione del solfato di sodio dall'acqua di mare che consentì di poter disporre, in abbondanza ed a basso prezzo, di sali di sodio e di potassio da usare nei processi industriali e nell'agricoltura.
I suoi lavori sono raccolti in Mémoires, Comptes rendus de l'Académie des sciences e negli Annales de physique et de chimie. La scoperta del bromo gli valse la Royal Medal della Royal Society nel 1830.